# Insulascirtus
Insulascirtus is een geslacht van rechtvleugeligen uit de familie krekels (Gryllidae). De wetenschappelijke naam van dit geslacht is voor het eerst geldig gepubliceerd in 1985 door Otte & Rentz.

## Soorten
Het geslacht Insulascirtus omvat de volgende soorten:
- Insulascirtus aklytos Otte & Rentz, 1985
- Insulascirtus alogus Otte & Rentz, 1985
- Insulascirtus christiani Otte & Rentz, 1985
- Insulascirtus ellops Otte & Rentz, 1985
- Insulascirtus mutus Otte & Rentz, 1985
- Insulascirtus nythos Otte & Rentz, 1985
- Insulascirtus tacitus Otte & Rentz, 1985